# Badger (Dakota del Sud)
Badger és una població dels Estats Units a l'estat de Dakota del Sud. Segons el cens del 2000 tenia 144 habitants.

## Demografia
Segons el cens del 2000, Badger tenia 144 habitants, 62 habitatges, i 45 famílies. La densitat de població era de 52,5 habitants per km².
Dels 62 habitatges en un 24,2% hi vivien nens de menys de 18 anys, en un 58,1% hi vivien parelles casades, en un 11,3% dones solteres, i en un 27,4% no eren unitats familiars. En el 27,4% dels habitatges hi vivien persones soles el 16,1% de les quals corresponia a persones de 65 anys o més que vivien soles. El nombre mitjà de persones vivint en cada habitatge era de 2,32 i el nombre mitjà de persones que vivien en cada família era de 2,82.
Per edats la població es repartia de la següent manera: un 26,4% tenia menys de 18 anys, un 2,8% entre 18 i 24, un 17,4% entre 25 i 44, un 24,3% de 45 a 60 i un 29,2% 65 anys o més.
L'edat mediana era de 49 anys. Per cada 100 dones de 18 o més anys hi havia 92,7 homes.
La renda mediana per habitatge era de 30.278 $ i la renda mediana per família de 32.361 $. Els homes tenien una renda mediana de 25.500 $ mentre que les dones 30.000 $. La renda per capita de la població era de 16.508 $. Cap de les famílies i el 3% de la població estaven per davall del llindar de pobresa.

## Poblacions més properes
El següent diagrama mostra les poblacions més properes.